# Россинский, Борис Вульфович
Борис Вульфович Россинский (род. 1946) — советский и российский учёный, доктор юридических наук (1994), профессор (1999).
Автор более 200 научных работ, включая учебники.

## Биография
Родился в 1946 году.
Окончил Московский авиационный институт и юридический факультет Академии МВД СССР (ныне Академия управления МВД России).
С 1969 по 1973 год занимался исследованиями проблем управления специальными объектами. С 1974 по 1998 год работал младшим научным сотрудником, старшим научным сотрудником, заместителем начальника отдела, начальником отдела Всесоюзного научно-исследовательского института (центра) безопасности дорожного движения МВД СССР; начальником лаборатории, заместителем начальника Научно-исследовательского центра проблем безопасности дорожного движения МВД России.
С марта 1998 года по май 2000 года Борис Россинский работал в должности заведующего кафедрой административного и финансового права Московского института экономики, политики и права, а с мая 2000 года по декабрь 2004 года — профессором кафедры конституционного и административного права, заместителем декана факультета права Государственного университета «Высшая школа экономики». В 2008—2009 годах — и. о. ректора, а в 2014 году — ректор Всероссийского государственного университета юстиции.
В настоящее время Б. В. Россинский — профессор кафедры административного права и процесса Московского государственного юридического университета имени О. Е. Кутафина. Под его руководством защищено 28 кандидатских диссертаций и при его консультировании — 7 докторских диссертаций. Является заместитель главного редактора журнала «Административное право и процесс», входит в состав редакционных советов и редакционных коллегий ряда других юридических журналов. В течение двух сроков (2007—2015) был членом Высшей квалификационной коллегии судей Российской Федерации.
Жена — Россинская, Елена Рафаиловна, также учёный-юрист, доктор юридических наук (1993), профессор (1995), заслуженный деятель науки Российской Федерации.

## Заслуги
- Почётный работник высшего профессионального образования Российской Федерации, Заслуженный юрист РФ[3].
- Награждён медалями «В память 850-летия Москвы» и «Ветеран труда»; имеет более 30 ведомственных наград МВД России, Минюста России, Минобрнауки России, Судебной системы Российской Федерации[3].